# Inácio Bicudo de Siqueira Salgado
Inácio Bicudo de Siqueira Salgado, Barão de Itapeba (Pindamonhangaba, 20 de abril de 1812 — Pindamonhangaba, 12 de outubro de 1894 ) foi um político e militar brasileiro.
Filho de Inácio Bicudo de Siqueira Neto e Francisca Salgado Silva, casou-se com sua sobrinha Eugênia Bicudo Salgado.
Foi chefe do Partido Liberal, vereador de Pindamonhangaba em várias legislaturas (1842, 1844 e 1853), e também juiz de paz. Participou da Revolução Liberal de 1842.
Tenente da Guarda Nacional, foi promovido a capitão por causa de sua colaboração financeira ao Governo Imperial, durante a Guerra do Paraguai.
O solar de sua fazenda Tetequera, sede da prefeitura de Pindamonhangaba até julho de 2007 (Palácio Dez de Julho), foi projetado por Charles Peyrouton e suas linhas arquitetônicas são idênticas às do Palácio do Catete no Rio de Janeiro.
Agraciado barão em 19 de julho de 1879, era comendador da Imperial Ordem da Rosa.